# 1980年代的爱情
1980年代的爱情（英語：Love in the 1980s）是一部2015年上映的爱情浪漫电影，由霍建起导演拍摄，基于作家野夫的小说改编。2015年9月11日上映，讲述了1980年代发生的爱情故事，票房累计达到175万人民币。

## 主演
- 芦芳生 饰演 关雨波
- 杨采钰 饰演 成丽雯
- 李舒桐 饰演 向玉娥
- 马书良 饰演 书记

## 批评
《亚洲电影资讯》杂志的Derek Elley给出了4分评价（满分10分），直言道“风景分数超过了演员表演”。